# 모로코남서부저빌
모로코남서부저빌 또는 옥시덴탈저빌(Gerbillus occiduus)은 황무지쥐아과에 속하는 설치류의 일종이다. 모로코 남서부 지역에 주로 분포한다. 야생에서 약 250마리 이하가 서시하는 것으로 추정된다.